# Kaštel v Topoľčiankách
Kaštel v Topoľčiankách je zachovalý rozsáhlý renesančně-klasicistní zámek (slovensky kaštiel). Nachází se v Topoľčiankách a obklopuje ho rozsáhlý anglický park. Dnes slouží jako muzeum se zachovalým dobovým interiérem, zámeckou knihovnou, obsahující více než 14 000 svazků a sbírkami keramiky a porcelánu. V roce 1970 byl prohlášen za národní kulturní památku.

## Historie
Zámek stojí na místě gotického vodního hradu a pozdější renesanční pevnosti, která byla výrazně přestavěna v 16. a 17. století. Vznikla tak čtyřkřídlá stavba s arkádovým nádvořím, chráněná opevněním a baštami, poskytujícími ochranu před tehdejším tureckým ohrožením. Začátkem 19. století (1818 - 25) dal hrabě Ján Keglevich zbourat jižní křídlo, které nahradila reprezentační, klasicistní budova s rizalitem a mohutnou kupolí. Nový, klasicistní zámeček poskytoval honosné prostory - taneční sál, jídelnu, knihovnu i schodiště propojené salony, které vhodně doplnily zámecký areál.
Moderní a udržovaný zámek se stal v roce 1890 letním sídlem Habsburků pod správou „Ředitelství císařských soukromých a rodinných statků”. Po vzniku nového Československa uvalilo ministerstvo zemědělství svým výnosem z 29. dubna 1919 na bývalé císařské velkostatky v Čechách vnucenou správu a dosavadní název ředitelství změnilo na „Ředitelství bývalých císařských statků v Praze”, jehož nástupnickým orgánem se roku 1921 stalo „Ředitelství státních lesů a statků v Praze”. Od roku 1923 přešel zámecký komplex do majetku presidentské kanceláře a stal se letním sídlem presidenta republiky T. G. Masaryka, který si jej oblíbil.
V klasicistním křídle je dnes muzeum historického nábytku a bytových doplňků, včetně koberců, vyšívaných orientálních závěsů, obrazů, keramiky, hodin a zbraní. Všechny exponáty zde při svém odchodu v říjnu 1918 zanechali poslední majitelé - arcivévoda Josef August Rakouský s manželkou Augustou, vnučkou císaře Františka Josefa I. V padesátých letech byly exponáty přemístěny do salonů podle stejného slohu a historického období, čímž vznikly čistě renesanční, barokní, rokokové, klasicistní a biedermeierovské expozice.
Součástí komplexu je i jízdárna s proslulým chovem koní v národním hřebčíně, založeném v roce 1921.